# Eric Leman
Eric Leman (* 17. Juli 1946 in Ledegem) ist ein ehemaliger belgischer Radrennfahrer.

## Sportliche Laufbahn
Eric Leman war Mitglied der belgischen Nationalmannschaft und bestritt unter anderem die DDR-Rundfahrt 1965. Er verkörperte den typischen belgischen Spezialisten für Eintagesrennen. Noch als Amateur errang er in der Saison 1967 insgesamt 25 Siege. Er galt als sprint- und willenstark. Diese Eigenschaften trugen dazu bei, dass er bei seinem ersten Sieg von insgesamt dreien (1972 und 1973) bei der Flandern-Rundfahrt 1970 Eddy Merckx und Walter Godefroot schlagen konnten. Leman gehört mit Achiel Buysse, Fiorenzo Magni, Johan Museeuw und Tom Boonen zu den Rekordhaltern bei diesem Rennen, die das Rennen insgesamt drei Mal gewinnen konnten.
Insgesamt gelangen Leman während seiner Profilaufbahn 39 Siege. Er nahm zwischen 1968 und 1974 fünfmal an der Tour de France teil. Dabei konnte er fünf Etappensiege erringen. Auch gewann er mehrfach Etappen bei Paris–Nizza, bei der Spanien- sowie der Andalusien-Rundfahrt. 1968 gewann er zudem das Rennen Kuurne–Brüssel–Kuurne, 1969 Dwars door Vlaanderen, 1970 den Grote Prijs Briek Schotte und 1972 den Gran Premio de Valencia.
1971 kam seine Ehefrau während ihrer Anreise zum Amstel Gold Race bei einem Autounfall ums Leben, wenige Wochen, nachdem sein Mannschaftskamerad Jean-Pierre Monseré bei einem Rennen von einem Auto erfasst worden und gestorben war.

## Erfolge (Auswahl)
1968
- Kuurne–Brüssel–Kuurne
- eine Etappe 4 Jours de Dunkerque
- eine Etappe Tour de France

1969
- vier Etappen Andalusien-Rundfahrt
- eine Etappe Paris–Nizza
- eine Etappe Critérium du Dauphiné
- eine Etappe Tour de France

1970
- zwei Etappen Andalusien-Rundfahrt
- eine Etappe Paris–Nizza
- Flandern-Rundfahrt
- Prolog Belgien-Rundfahrt

1971
- Prolog und eine Etappe Andalusien-Rundfahrt
- zwei Etappen Paris–Nizza
- zwei Etappen Critérium du Dauphiné
- drei Etappen Tour de France
- Kampioenschap van Vlaanderen

1972
- zwei Etappen Paris–Nizza
- eine Etappe Belgien-Rundfahrt
- Flandern-Rundfahrt
- eine Etappe 4 Jours de Dunkerque

1973
- eine Etappe Paris–Nizza
- Flandern-Rundfahrt

1974
- eine Etappe Paris–Nizza
- eine Etappe Vuelta a España

1975
- zwei Etappen Paris–Nizza

1977
- eine Etappe Aragon-Rundfahrt

## Grand Tour-Platzierungen
| Grand Tour            | 1968 | 1969 | 1970 | 1971 | 1972 | 1973 | 1974 | 1975 |
| --------------------- | ---- | ---- | ---- | ---- | ---- | ---- | ---- | ---- |
| Vuelta a EspañaVuelta | –    | –    | –    | –    | –    | 55   | 22   | DNF  |
| Tour de FranceTour    | 52   | 79   | DNF  | 91   | –    | –    | DNF  | –    |

## Monumente des Radsports
| Monument                 | 1968 | 1969 | 1970 | 1971 | 1972 | 1973 | 1974 | 1975 | 1976 |
| ------------------------ | ---- | ---- | ---- | ---- | ---- | ---- | ---- | ---- | ---- |
| Mailand–Sanremo          | 19   | 9    | 3    | –    | 45   | 13   | 2    | –    | –    |
| Flandern-Rundfahrt       | 40   | 22   | 1    | 24   | 1    | 1    | 4    | –    | 26   |
| Paris–Roubaix            | 36   | –    | 3    | 6    | 4    | 11   | 5    | 26   | 21   |
| Lüttich–Bastogne–Lüttich | –    | 4    | –    | –    | –    | –    | –    | –    | –    |